# Grangwav (ort)
Grangwav är en ort i Haiti.   Den ligger i departementet Ouest, i den sydvästra delen av landet, 50 km väster om huvudstaden Port-au-Prince. Grangwav ligger 25 meter över havet och antalet invånare är 49 288.
Terrängen runt Grangwav är varierad. Havet är nära Grangwav norrut. Runt Grangwav är det ganska tätbefolkat, med 222 invånare per kvadratkilometer. Närmaste större samhälle är Léogâne, 17,0 km nordost om Grangwav. Omgivningarna runt Grangwav är en mosaik av jordbruksmark och naturlig växtlighet.